# 午夜心跳
《午夜心跳》（英語：Midnight Beating），导演张加贝，主演任达华、吴镇宇、杨渝渝、姚笛、李念、刘雨鑫。该片是日本式恐怖片、惊悚片。

## 剧情
该片讲述一家医院314病房内的暗地里的杀戮事件。

## 演出
| 演员   | 角色   | 备注 |
| 任达华 | 顾振生 |      |
| 吴镇宇 | 麦翔昱 |      |
| 杨渝渝 | 夏晓雨 |      |
| 姚笛   | 吴心瑶 |      |
| 刘念   | 温淼   |      |
| 刘雨鑫 | 夏雪   |      |
| 杨舒婷 | 林芗   |      |

## 制作
该片出炉之后，中国大陆网络传出女演员姚笛和男演员吴镇宇的“艳照门”事件。
女演员李念曾出演电视剧《蜗居》里的“海藻”。

## 奖项和提名
- 2011日本夕张奇幻电影节竞赛
- 2012年第十四届莫斯科国际侦探电影节最佳故事片奖[7]